# AGBU Ararat
L'Armenian General Benevolent Union Ararat, conosciuta semplicemente come AGBU Ararat, è una società cipriota di calcio a 5 con sede a Nicosia.

## Storia
La squadra è la sezione di calcio a 5 della polisportiva fondata nel 1984 da un gruppo di soci dell'Armenian General Benevolent Union di Nicosia per praticare il calcio a livello amatoriale. Fondata nel 1999, è stata tra le squadre pioniere della disciplina a Cipro, tanto da divenire in breve tempo la squadra più vincente, mettendo in bacheca sette titoli di Cipro e sei coppe nazionali. Nelle sue partecipazioni internazionali, il miglior risultato è arrivato nella prima annata di Coppa UEFA quando il pareggio con l'Iberia Tbilisi e la vittoria contro il Pramen HB hanno consentito ai ciprioti di chiudere il girone di qualificazione dietro al Action 21 Charleroi. Dalla Coppa UEFA 2007-08 le formazioni cipriote sono costrette a giocare il girone di qualificazione al tabellone principale, l'Ararat non ha più raggiunto tale traguardo.

## Rosa 2008-09
| N. |                     | Ruolo | Calciatore          |
| -- | ------------------- | ----- | ------------------- |
| -  | Lettonia (bandiera) | G     | Oļegs Matvejevs     |
| -  | Cipro (bandiera)    | G     | Georgi Totladze     |
| -  | Brasile (bandiera)  | G     | Davi Costa          |
| -  | Cipro (bandiera)    | G     | Vassos Kyprianou    |
| -  | Cipro (bandiera)    | G     | Manolis Manoli      |
| -  | Cipro (bandiera)    | G     | Koullis Mavroudis   |
| -  | Cipro (bandiera)    | G     | Lefteris Perikleous |

| N. |                    | Ruolo | Calciatore           |
| -- | ------------------ | ----- | -------------------- |
| -  | Armenia (bandiera) | G     | Armen Danielyan      |
| -  | Cipro (bandiera)   | G     | Haro Bahadourian     |
| -  | Cipro (bandiera)   | P     | Athos Evripidou      |
| -  | Cipro (bandiera)   | G     | Andreas Alexandrou   |
| -  | Cipro (bandiera)   | G     | Iakovos Papadopoulos |
| -  | Francia (bandiera) | G     | Mustik Otmani        |

## Palmarès
- Campionati di Cipro: 7
2000-01, 2001-02, 2002-03, 2003-04, 2004-05, 2006-07, 2009-10
- Coppe di Cipro: 6
1999-00, 2002-03, 2004-05, 2007-08, 2008-09, 2009-10